# Puchar Narodów Afryki 1994
Puchar Narodów Afryki 1994 był 19 edycją mistrzostw Czarnego Lądu. Gospodarzem turnieju była Tunezja, która zastąpiła pierwotnie wybranego gospodarza - Zair. 
Podobnie jak 2 lata wcześniej 12 drużyn zostało podzielonych na 4 grupy. Zwyciężyła reprezentacja Nigerii, dla której był to 2 tryumf w historii.

## Stadiony
| Miasto | Stadion                   | Liczba miejsc |
| ------ | ------------------------- | ------------- |
| Tunis  | Stade El Menzah           | 45 000        |
| Susa   | Stade Olympique de Sousse | 30 000        |
| Tunis  | Stade Chedli Zouiten      | 18 000        |

## Składy
Zobacz osobny artykuł Puchar Narodów Afryki 1994 (składy)

## Eliminacje
Zobacz osobny artykuł Puchar Narodów Afryki 1994 (eliminacje)

## Zespoły biorące udział w PNA 1994

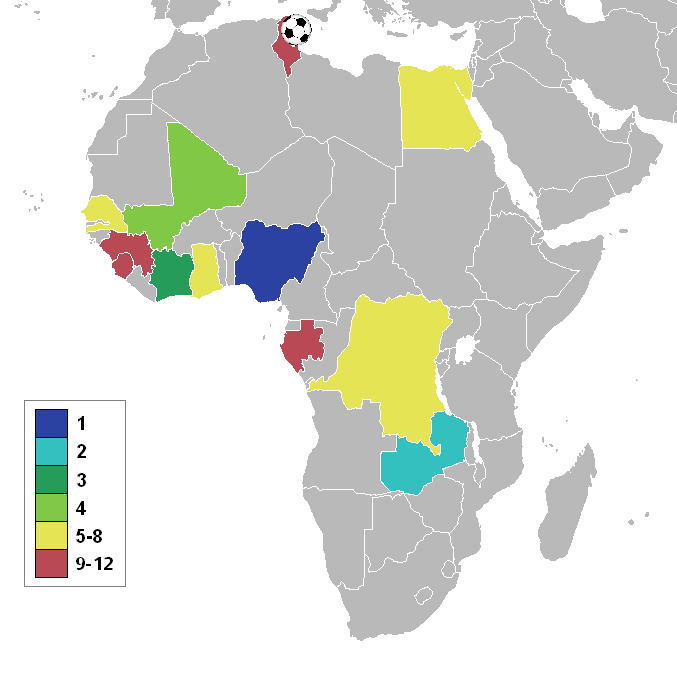
Zespoły grające w Pucharze Narodów Afryki 1994

- Egipt
- Gabon
- Ghana
- Gwinea
- Mali
- Nigeria
- Senegal
- Sierra Leone
- Tunezja (jako gospodarz)
- Wybrzeże Kości Słoniowej (jako obrońca tytułu)
- Zair
- Zambia

## Finały

### Grupa A
| Drużyna | Mecze | Punkty | Zw. | Rem. | Por. | Bramki | Różnica |  |
| ------- | ----- | ------ | --- | ---- | ---- | ------ | ------- |  |
| Zair    | 2     | 3      | 1   | 1    | 0    | 2-1    | +1      |  |
| Mali    | 2     | 2      | 1   | 0    | 1    | 2-1    | +1      |  |
| Tunezja | 2     | 1      | 0   | 1    | 1    | 1-3    | -2      |  |

| 26 marca 1994 | Tunezja | 0-2(0-2) | Mali · Coulibaly 25' · Sidibé 34' | Stade El Menzah, Tunis · Widzów: 45 000 · Sędzia: Lim Kee Chong Mauritius |
|               |         |          |                                   |                                                                           |

| 28 marca 1994 | Mali | 0-1(0-0) | Zair · Lemba 48' | Stade El Menzah, Tunis · Widzów: 8000 · Sędzia: Ali Bujsaim Zjednoczone Emiraty Arabskie |
|               |      |          |                  |                                                                                          |

| 30 marca 1994 | Tunezja · Rouissi 43' (k) | 1-1(1-0) | Zair · N’Sumbu 55' | Stade El Menzah, Tunis · Widzów: 45 000 · Sędzia: Jamal Al-Sharif Syria |
|               |                           |          |                    |                                                                         |

### Grupa B
| Drużyna | Mecze | Punkty | Zw. | Rem. | Por. | Bramki | Różnica |  |
| ------- | ----- | ------ | --- | ---- | ---- | ------ | ------- |  |
| Egipt   | 2     | 3      | 1   | 1    | 0    | 4-0    | +4      |  |
| Nigeria | 2     | 3      | 1   | 1    | 0    | 3-0    | +3      |  |
| Gabon   | 2     | 0      | 0   | 0    | 2    | 0-7    | -7      |  |

| 26 marca 1994 | Nigeria · Yekini 18' 88' · Adepoju 72' | 3-0(1-0) | Gabon | Stade El Menzah, Tunis · Widzów: 30 000 · Sędzia: Mohamed Bahar Maroko |
|               |                                        |          |       |                                                                        |

| 28 marca 1994 | Egipt · Mansour 1' · El-Gamal 22' · Abdel-Samad 55' 59' | 4-0(2-0) | Gabon | Stade Chedli Zouiten, Tunis · Widzów: 6000 · Sędzia: Charles Masembe Uganda |
|               |                                                         |          |       |                                                                             |

| 30 marca 1994 | Nigeria | 0-0 | Egipt | Stade El Menzah, Tunis · Widzów: 30 000 · Sędzia: Lim Kee Chong Mauritius |
|               |         |     |       |                                                                           |

### Grupa C
| Drużyna                  | Mecze | Punkty | Zw. | Rem. | Por. | Bramki | Różnica |  |
| ------------------------ | ----- | ------ | --- | ---- | ---- | ------ | ------- |  |
| Zambia                   | 2     | 3      | 1   | 1    | 0    | 1-0    | +1      |  |
| Wybrzeże Kości Słoniowej | 2     | 2      | 1   | 0    | 1    | 4-1    | +3      |  |
| Sierra Leone             | 2     | 1      | 0   | 1    | 1    | 0-4    | -4      |  |

| 27 marca 1994 | Wybrzeże Kości Słoniowej · Tiéhi 19' 63' 70' · Guel 35' | 4-0(2-0) | Sierra Leone | Stade Olympique de Sousse, Susa · Widzów: 10 000 · Sędzia: Jamal Al-Sharif Syria |
|               |                                                         |          |              |                                                                                  |

| 29 marca 1994 | Zambia | 0-0 | Sierra Leone | Stade Olympique de Sousse, Susa · Widzów: 6000 · Sędzia: Omer Yengo Kongo |
|               |        |     |              |                                                                           |

| 31 marca 1994 | Zambia · Malitoli 79' | 1-0(0-0) | Wybrzeże Kości Słoniowej | Stade Olympique de Sousse, Susa · Widzów: 6000 · Sędzia: Petros Mathabela Południowa Afryka |
|               |                       |          |                          |                                                                                             |

### Grupa D
| Drużyna | Mecze | Punkty | Zw. | Rem. | Por. | Bramki | Różnica |  |
| ------- | ----- | ------ | --- | ---- | ---- | ------ | ------- |  |
| Ghana   | 2     | 4      | 2   | 0    | 0    | 2-0    | +2      |  |
| Senegal | 2     | 2      | 1   | 0    | 1    | 2-2    | 0       |  |
| Gwinea  | 2     | 0      | 0   | 0    | 2    | 1-3    | -2      |  |

| 27 marca 1994 | Ghana · Akonnor 87' | 1-0(0-0) | Gwinea | Stade Olympique de Sousse, Susa · Widzów: 10 000 · Sędzia: Petros Mathabela Południowa Afryka |
|               |                     |          |        |                                                                                               |

| 29 marca 1994 | Senegal · Gueye 46' (k) · Tendeng 50' | 2-1(0-1) | Gwinea · Titi Camara 44' | Stade Olympique de Sousse, Susa · Widzów: 6000 · Sędzia: Hussein Ali Moussa Egipt |
|               |                                       |          |                          |                                                                                   |

| 31 marca 1994 | Ghana · Polley 42' | 1-0(1-0) | Senegal | Stade Olympique de Sousse, Susa · Widzów: 6000 · Sędzia: Ali Bujsaim Zjednoczone Emiraty Arabskie |
|               |                    |          |         |                                                                                                   |

## Faza Pucharowa

### Drabinka
|  |                          |                          |                          |                          |       |                 |                     |                          |                          |                     |                   |       |       |
|  | Ćwierćfinały             | Ćwierćfinały             | Ćwierćfinały             |                          |       | Półfinały       | Półfinały           | Półfinały                |                          |                     | Finał             | Finał | Finał |
|  | Ćwierćfinały             | Ćwierćfinały             | Ćwierćfinały             |                          |       | Półfinały       | Półfinały           | Półfinały                |                          |                     | Finał             | Finał | Finał |
|  | 2 kwietnia - Tunis       |                          |                          |                          |       |                 |                     |                          |                          |                     |                   |       |       |
|  |                          |                          |                          |                          |       |                 |                     |                          |                          |                     |                   |       |       |
|  | Zair                     | Zair                     | 0                        |                          |       |                 |                     |                          |                          |                     |                   |       |       |
|  | Zair                     | Zair                     | 0                        | 6 kwietnia - Tunis       |       |                 |                     |                          |                          |                     |                   |       |       |
|  | Nigeria                  | Nigeria                  | 2                        |                          |       |                 |                     |                          |                          |                     |                   |       |       |
|  | Nigeria                  | Nigeria                  | 2                        |                          |       | Nigeria (karne) | Nigeria (karne)     | 2 (4)                    |                          |                     |                   |       |       |
|  | 3 kwietnia - Susa        |                          |                          |                          |       | Nigeria (karne) | Nigeria (karne)     | 2 (4)                    |                          |                     |                   |       |       |
|  |                          |                          | Wybrzeże Kości Słoniowej | Wybrzeże Kości Słoniowej | 2 (2) |                 |                     |                          |                          |                     |                   |       |       |
|  | Ghana                    | Ghana                    | Wybrzeże Kości Słoniowej | Wybrzeże Kości Słoniowej | 2 (2) | 1               |                     |                          |                          |                     |                   |       |       |
|  | Ghana                    | Ghana                    |                          |                          |       | 1               | 10 kwietnia - Tunis |                          |                          |                     |                   |       |       |
|  | Wybrzeże Kości Słoniowej | Wybrzeże Kości Słoniowej | 2                        |                          |       |                 |                     |                          |                          |                     |                   |       |       |
|  | Wybrzeże Kości Słoniowej | Wybrzeże Kości Słoniowej | 2                        |                          |       | Nigeria         | Nigeria             | 2                        |                          |                     |                   |       |       |
|  | 2 kwietnia - Tunis       |                          |                          |                          |       | Nigeria         | Nigeria             | 2                        |                          |                     |                   |       |       |
|  |                          |                          | Zambia                   | Zambia                   | 1     |                 |                     |                          |                          |                     |                   |       |       |
|  | Egipt                    | Egipt                    | Zambia                   | Zambia                   | 1     | 0               |                     |                          |                          |                     |                   |       |       |
|  | Egipt                    | Egipt                    | 6 kwietnia - Tunis       |                          |       | 0               |                     |                          |                          |                     |                   |       |       |
|  | Mali                     | Mali                     | 1                        |                          |       |                 |                     |                          |                          |                     |                   |       |       |
|  | Mali                     | Mali                     | 1                        |                          |       | Mali            | Mali                | 0                        | Mecz o 3. miejsce        | Mecz o 3. miejsce   | Mecz o 3. miejsce |       |       |
|  | 3 kwietnia - Susa        |                          |                          |                          |       | Mali            | Mali                | 0                        | Mecz o 3. miejsce        | Mecz o 3. miejsce   | Mecz o 3. miejsce |       |       |
|  |                          |                          | Zambia                   | Zambia                   | 4     |                 |                     | 10 kwietnia - Tunis      | 10 kwietnia - Tunis      | 10 kwietnia - Tunis |                   |       |       |
|  | Zambia                   | Zambia                   | Zambia                   | Zambia                   | 4     | 1               |                     | 10 kwietnia - Tunis      | 10 kwietnia - Tunis      | 10 kwietnia - Tunis |                   |       |       |
|  | Zambia                   | Zambia                   |                          |                          |       |                 |                     | Wybrzeże Kości Słoniowej | Wybrzeże Kości Słoniowej | 3                   |                   |       |       |
|  | Senegal                  | Senegal                  | 0                        |                          |       |                 |                     |                          | Wybrzeże Kości Słoniowej | 3                   |                   |       |       |
|  | Senegal                  | Senegal                  | 0                        |                          |       |                 |                     | Mali                     | Mali                     | 1                   |                   |       |       |
|  |                          |                          |                          |                          |       |                 |                     |                          | Mali                     | 1                   |                   |       |       |

### Ćwierćfinały
| 2 kwietnia 1994 | Zair | 0-2(0-0) | Nigeria · Yekini 51' 71' (k) | Stade El Menzah, Tunis · Widzów: 2000 · Sędzia: Lim Kee Chong Mauritius |
|                 |      |          |                              |                                                                         |

| 2 kwietnia 1994 | Egipt | 0-1(0-0) | Mali · S. Traoré 64' | Stade El Menzah, Tunis · Widzów: 3000 · Sędzia: Charles Masembe Uganda |
|                 |       |          |                      |                                                                        |

| 3 kwietnia 1994 | Zambia · Sakala 38' | 1-0(1-0) | Senegal | Stade Olympique de Sousse, Susa · Widzów: 8000 · Sędzia: Jamal Al-Sharaf Syria |
|                 |                     |          |         |                                                                                |

| 3 kwietnia 1994 | Ghana · Akonnor 77' | 1-2(0-1) | Wybrzeże Kości Słoniowej · Tiéhi 30' · A. Traoré 81' | Stade Olympique de Sousse, Susa · Widzów: 8000 · Sędzia: Ali Bujsaim Zjednoczone Emiraty Arabskie |
|                 |                     |          |                                                      |                                                                                                   |

### Półfinały
| 6 kwietnia 1994                                        | Nigeria · Iroha 26' · Yekini 40' | 2-2 k. 4:2(2-2)                                                         | Wybrzeże Kości Słoniowej · Bassolé 19' 31' | Stade El Menzah, Tunezja · Widzów: 2000 · Sędzia: Ali Bujsaim Zjednoczone Emiraty Arabskie |
|                                                        |                                  |                                                                         |                                            |                                                                                            |
|                                                        |                                  | Rzuty karne                                                             |                                            |                                                                                            |
| Finidi George · Samson Siasia · ? · ? · Rashidi Yekini |                                  | Basile Aka Kouamé · Vilasco Fallet · Michel Bassolé · Yao Lambert Amani |                                            |                                                                                            |

| 6 kwietnia 1994 | Zambia · Litana 8' · Saileti 30' · K. Bwalya 47' · Malitoli 73' | 4-0(2-0) | Mali | Stade El Menzah, Tunezja · Widzów: 2000 · Sędzia: Charles Masembe Uganda |
|                 |                                                                 |          |      |                                                                          |

### Mecz o III miejsce
| 10 kwietnia 1994 | Wybrzeże Kości Słoniowej · Koné Clofie 2' · Ouattara 67' · Sié 70' | 3-1(1-0) | Mali · Diallo 46' | Stade El Menzah, Tunezja · Widzów: 15 000 · Sędzia: Petros Mathabela Południowa Afryka |
|                  |                                                                    |          |                   |                                                                                        |

### Finał
| 10 kwietnia 1994 | Nigeria · Amunike 5' 47' | 2-1(1-1) | Zambia · Litana 3' | Stade El Menzah, Tunezja · Widzów: 25 000 · Sędzia: Lim Kee Chong Mauritius |
|                  |                          |          |                    |                                                                             |

## Strzelcy
| 5 goli Rashidi Yekini 4 gole Joël Tiéhi 2 gole Michel Bassolé Bashir Abdel-Samad Charles Akonnor Emmanuel Amunike Elijah Litana Kenneth Malitoli |  | 1 gol Tchiressoua Guel Adama Koné Clofie Amara Ahmed Ouattara Donald-Olivier Sié Abdoulaye Traoré Hamza El-Gamal Ayman Mansour Prince Polley Titi Camara Fernand Coulibaly Amadou Pathé Diallo Modibo Sidibé Soumaila Traoré Mutiu Adepoju Benedict Iroha Momath Gueye Atanas Tendeng Faouzi Rouissi Basaúla Lemba Ngoy N’Sumbu Kalusha Bwalya Zeddy Saileti Evans Sakala |